# Nicholas Ridley (Politiker)
Nicholas Ridley, Baron Ridley of Liddesdale PC (* 17. Februar 1929; † 4. März 1993) war ein britischer Politiker. Er war Mitglied des Kabinetts von Margaret Thatcher als Minister in verschiedenen Positionen.

## Leben
Nicholas Ridley war der zweite Sohn des Matthew Ridley, 3. Viscount Ridley, aus dessen Ehe mit Ursula Lutyens. Mütterlicherseits war er ein Enkel von Sir Edwin Lutyens. Er wurde am Eton College erzogen und studierte am Balliol College der Universität Oxford. 1955 scheiterte er als Kandidat der Conservative Party in der Labour-Hochburg Blyth. Bei der Unterhauswahl 1959 siegte er im Wahlkreis Cirencester and Tewkesbury und zog ins House of Commons ein. Dort stieg er schnell zum Frontbänkler auf. 1973 formte er die Selsdon Group, eine einflussreiche politische Interessenvereinigung, die Ideen vertrat, die ab 1975 unter der neuen Vorsitzenden Margaret Thatcher hervorgehoben wurden.
1979 wurde er von der neuen konservativen Regierung als neuer Unterhändler für die Falklandinseln ernannt. Nach einer Reise auf die Inseln machte er den Vorschlag, die Souveränität an Argentinien zu übergeben, jedoch die Inseln nach dem Hongkong-Modell an die Bewohner auf unbestimmte Zeit zu verpachten. Weder bei den Inselbewohnern noch im Parlament fand sein Vorschlag Zustimmung. Im September 1981 wurde Ridley durch Richard Luce ersetzt; am 1. April 1982 begann der Falklandkrieg. Ab 1981 war er Unterstaatssekretär im Schatzamt, 1983 wurde er im Anschluss an die Unterhauswahl 1983 von Thatcher in ihr Kabinett zum Verkehrsminister berufen. Hier spielte er eine entscheidende Rolle bei den Regierungsvorbereitungen für einen erwarteten Streik der Bergarbeitergewerkschaften. Zudem nahm er die Deregulierung des Bus-Dienstes im öffentlichen Verkehr vor, was ein Vorspiel zur Privatisierung des Bus-Dienstes darstellte. Obwohl ein Verfechter der Privatisierungen in der Thatcher-Ära, sprach er sich dennoch immer gegen eine Privatisierung der Eisenbahnen aus, die erst in der Regierungszeit von Thatchers Nachfolger im Amt, John Major, erfolgte. Von 1986 bis 1989 war Ridley Umweltminister. 1989 spielte Thatcher nach eigenen Angaben mit dem Gedanken, Ridley als Nachfolger des zurückgetretenen Nigel Lawson ins Schatzamt zu berufen, entschied sich jedoch schließlich, ihn als Minister für Handel und Industrie zu benennen, da sie Ridleys undiplomatischen Umgang mit der Presse kannte.
Sich immer freimütig äußernd, wurde Ridley 1990 aufgrund eines Interviews in der britischen Zeitschrift The Spectator von den Hinterbänklern des 1922-Komitees zum Rücktritt gezwungen. In diesem Interview hatte er sich dahingehend geäußert, dass es sich bei der Europäischen Wirtschafts- und Währungsunion um eine deutsche Masche mit dem Ziel handle, die Herrschaft über Europa zu erringen (a German racket designed to take over the whole of Europe), weshalb die Übertragung von Souveränitätsrechten auf die Europäische Gemeinschaft ebenso schlimm sei, als wenn man diese Rechte Adolf Hitler übertrüge.
Zur Unterhauswahl 1992 trat er nicht mehr an und wurde am 28. Juli 1992 als Baron Ridley of Liddesdale, of Willimontswick in the County of Northumberland, zum Life Peer erhoben und wurde dadurch Mitglied des House of Lords.
Ridley, ein passionierter Kettenraucher, der in der satirischen Spitting-Image-Fernsehshow bei jedem Auftritt mit einer Zigarette abgebildet wurde, verstarb an Lungenkrebs am 4. März 1993.